# Arthur Everett Shipley
Arthur Everett Shipley (Walton-on-Thames, Surrey, 10 de março de 1861 – 22 de setembro de 1927) foi um zoólogo britânico.

## Biografia
Shipley nasceu em Walton-on-Thames, Surrey, em 10 de março de 1861. Ele foi criado em Datchet, Buckinghamshire (agora Berkshire) e educado na University College School. Ele se matriculou no St Bartholomew's Hospital como estudante de medicina em 1879, mas no ano seguinte foi transferido para o Christ's College, em Cambridge, para estudar ciências naturais, com especialização em zoologia.
Shipley especializou-se particularmente no estudo de vermes parasitas, publicando quase cinquenta artigos sobre eles e levando à sua eleição como membro da Royal Society em 1904. Ele permaneceu em Cambridge após a formatura, sendo nomeado demonstrador universitário em anatomia comparada em 1886, conferencista em a morfologia avançada dos Invertebrados em 1894, e leitor em zoologia em 1908. Foi eleito bolsistado Christ's College em 1887 e tornou-se professor universitário em ciências naturais em 1892. Em 1891, foi nomeado secretário do Sindicato de Museus e Salas de Palestra de Cambridge, que efetivamente o colocou no comando de todos os laboratórios e museus da universidade. Em 1910 foi eleito Mestre do Christ's College, cargo que ocupou até sua morte, e de 1917 a 1919 foi Vice-Reitor da Universidade de Cambridge.
Em 1893, ele publicou The Zoology of the Invertebrata, que se tornou um popular livro-texto universitário. Seu Textbook of Zoology , escrito em conjunto com Ernest MacBride, foi publicado em 1901 e foi seguido por três outras edições até 1920. Entre 1895 e 1909 ele co-editou, com Sidney Frederic Harmer, o Cambridge Natural History de dez volumes . Ele foi co-editor, com George Nuttall, do jornal Parasitology de 1908 a 1914, e também ajudou na edição do Journal of Economic Biology de 1905 a 1913. Outras publicações populares incluíram: Pearls and Parasites (1908),"J": uma memória de John Willis Clark (1913), The Minor Horrors of War (1915; sobre parasitas), More Minor Horrors (1916), Studies in Insect Life (1917), The Voyage of a Vice-Chancellor (1919), Life (1923), Cambridge Cameos and Islands: West Indian and Aegean (1924) e Hunting under the Microscope (1928).
Em 1918, Shipley era membro da Missão da Universidade Britânica nos Estados Unidos, enviada pelo Ministério das Relações Exteriores para se opor à propaganda alemã nas universidades americanas e para promover o estudo de pós-graduação de estudantes americanos em universidades britânicas. Em reconhecimento a este trabalho e outros serviços durante a guerra (incluindo a disponibilização do Christ's College Master's Lodge como uma casa de convalescença para oficiais feridos), Shipley foi nomeado Cavaleiro da Grande Cruz da Ordem do Império Britânico (GBE) em 1920 com honras de guerra civil. Ele foi nomeado presidente do órgão governante do Imperial College of Tropical Agriculture, Trinidad, em sua fundação em 1921.
Ele morreu em 22 de setembro de 1927.